# Nevjera
Nevjera (serbocroat Perfídia) és una pel·lícula del gènere drama romàntic iugoslava dirigida el 1953 per Vladimir Pogačić, basada en una novel·la d'Ivo Vojnović. Fou exhibida en la secció oficial del 6è Festival Internacional de Cinema de Canes.

## Argument
Ambientada a Dubrovnik a mitjans del segle xx, narra la història d'un jove que intenta assassinar el seu rival a causa d'una noia, però al final descobreix que podria ser el pare del seu fill il·legítim.

## Repartiment
- Marija Crnobori - Jela Ledinic
- Milivoje Živanović - Niko Marinovic
- Viktor Starčić - Gospar Frano Drazic
- Severin Bijelić - Ivo Ledinic ... sin
- Milena Dapčević - Ane di Gracia
- Milan Ajvaz - Stari mornar
- Karlo Bulić - Kapetan broda
- Rahela Ferari - Mare
- Baro Kriletić
- Nevenka Mikulić
- Miša Mirković
- Zoran Ristanović
- Milutin Tatić
- Irina Viskovic
- Janez Vrhovec
- Pavle Vujisić - Mornar
- Čedomir Žarković